# Simulium patrushevae
Simulium patrushevae är en tvåvingeart som först beskrevs av Ivashchenko 1978.  Simulium patrushevae ingår i släktet Simulium och familjen knott. Inga underarter finns listade i Catalogue of Life.